# Халлидей, Рой
Гарри Лерой «Рой» Халлидей III (англ. Harry Leroy "Roy" Halladay III, род. 14 мая 1977 — 7 ноября 2017) — американский профессиональный бейсболист по прозвищу Док, игравший на позиции питчера в Главной лиге бейсбола за клубы «Торонто Блю Джейс» и «Филадельфия Филлис» с 1998 по 2013 год. Прозвище Док он получил от комментатора «Блю Джейс» Тома Чика, который сравнил его со стрелком с Дикого Запада Доком Холлидеем.
Халлидей стал первым выбором на драфте клуба «Блю Джейс» на драфте МЛБ 1995 года, где он был выбран под общим 17 номером. В Торонто Рой выступал с 1998 по 2008 года, после чего был обменян в Филадельфию. Халлидей получил известность за свою способность отрабатывать игры почти полностью и на момент завершения карьеры был лидером среди действующих игроков МЛБ по количеству полных игр (67), 20 из которых были шатаутами.
29 мая 2010 года Халлидей стал 20-м питчером в истории МЛБ, сыгравшим совершенную игру. 6 октября 2010 года в своей первой игре плей-офф Халлидей сыграл второй ноу-хитер в истории постсезонных игр МЛБ, а его команда одержала победу над «Цинциннати Редс». Этот ноу-хиттер стал для него вторым в этом сезоне (после совершенной игры 29 мая), таким образом он стал пятым питчером в истории МЛБ, сыгравшим несколько ноу-хиттеров в одном сезоне. По окончании сезона 2012 года он стал 67 питчером МЛБ, сделавшим более 2000 страйк-аутов. Он также является одним из пяти питчеров в истории МЛБ, завоёвывавших приз Сая Янга в обеих лигах — Американской и Национальной.
Погиб в авиакатастрофе 7 ноября 2017 года, когда его самолёт потерпел крушение в Мексиканском заливе возле берегов Флориды.